# Абдель Керім Касем
Абдель Керім Касем (араб. عبد الكريم قاسم; нар. 21 листопада 1914, Багдад, Османський Ірак — пом. 9 лютого 1963, Багдад, Ірак) — іракський державний і військовий діяч, прем'єр-міністр і міністр оборони Іраку в 1958–1963 роках, бригадний генерал.
У 1958 році під його керівництвом в Іраку стався військовий переворот, в результаті якого був повалений монархічний режим і проголошена Республіка Ірак. Касем залишався керівником Іраку до 1963 року, поки сам не був повалений і страчений в результаті військового перевороту баасистів.
Існують різні форми його імені: Абдель Касем, Абдель-Карім Касим або Абдель Карім Касем. За часів його правління він був широко відомий як «аз-Заїм» (араб. الزعيم), що в перекладі з арабської означає «вождь».